# Цимеше
Цимеше су насељено мјесто у Босни и Херцеговини у општини Босански Петровац које административно припада Федерацији Босне и Херцеговине. Према попису становништва из 1991. у насељу је живјело 139 становника.

## Географија
Село Цимеше смјештено је уз подножје Осјеченице.

## Становништво
Ово насеље је углавном насељено Србима, а у последња три пописа примјетан је пад у броју становника.
| Националност       | 1991. | 1981. | 1971. | 1961. |
| Срби               | 130   | 148   | 291   | 330   |
| Југословени        |       | 48    |       |       |
| Муслимани          | 9     |       | 6     | 15    |
| остали и непознато |       |       |       |       |
| Укупно             | 139   | 196   | 297   | 345   |

| Демографија | Демографија | Демографија |
| Година      | Становника  | Становника  |
| ----------- | ----------- | ----------- |
| 1961.       | 345         |             |
| 1971.       | 297         |             |
| 1981.       | 196         |             |
| 1991.       | 139         |             |

## Знамените личности
- Рената Агостини Шарац, српска глумица, театролог и универзитетски професор, отац из Цимеша.
- Илија Миљуш, српски фудбалер и фудбалски тренер.
- Петар Салапура, пуковник Војске Републике Српске.